# Entamoeba
Zu unterscheiden von Endamoeba

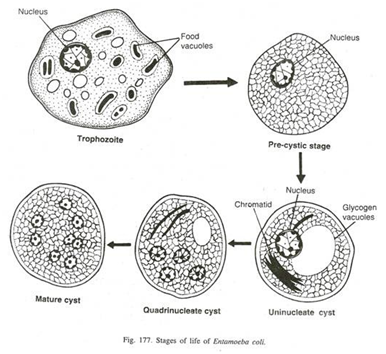
Entamoeba coli, Stadien im Lebenszyklus.

Entamoeba ist eine Gattung von Amoebozoa, die als innere Parasiten oder Kommensalen bei Tieren (Wirbeltieren einschließlich des Menschen) vorkommen.
Im Jahr 1875 beschrieb Fedor A. Lösch (auch Fyodor Alexandrovich Lesh, russisch Фёдор Александрович Леш) den ersten nachgewiesenen Fall von Amöbenruhr in St. Petersburg, Russland.
Er bezeichnete die Amöben, die er mikroskopisch beobachtete, als Amoeba coli; es ist jedoch nicht klar, ob er dies als beschreibenden Begriff verwendete oder ob er es als formale taxonomische Bezeichnung beabsichtigte. Die Gattung Entamoeba wurde dann 1895 von Casagrandi und Barbagallo für die Art Entamoeba coli, einen Kommensalorganismus, definiert.
Löschs Organismus (Amoeba coli) wurde 1903 von Fritz Schaudinn in Entamoeba histolytica umbenannt und damit in die neue Gattung gestellt; er starb 1906 an einer bei der Untersuchung der Amöbe erlittenen Infektion.
In der ersten Hälfte des 20. Jahrhunderts wurde die gesamte Gattung Entamoeba in die Gattung Endamoeba überführt, eine wenig bekannte Gattung von Amöben, die wirbellose Tiere infizieren.
Dieser Schritt wurde jedoch von der Internationalen Kommission für Zoologische Nomenklatur (englisch International Commission on Zoological Nomenclature) in den späten 1950er Jahren rückgängig gemacht. Seither ist die Gattung Entamoeba stabil geblieben (Stand April 2022).

## Arten

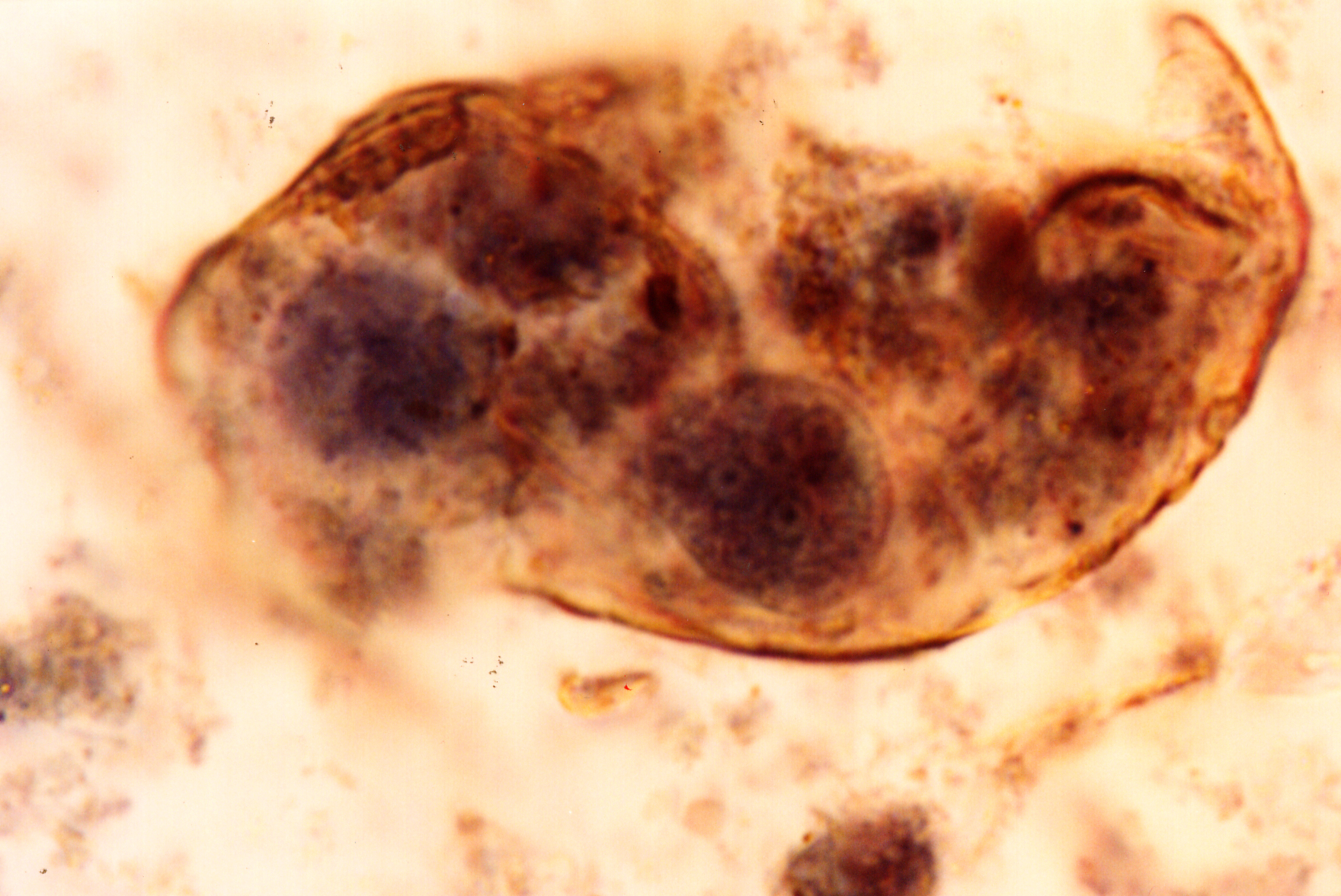
Entamoeba coli

Entamoeba gehört zu den Archamoebae, die wie viele andere anaerobe Eukaryonten reduzierte Mitochondrien (en. mitochondria-related orgenelles, MROs) haben.
Zu dieser Gruppe gehören auch die Gattungen Endolimax und Iodamoeba, die ebenfalls in Tierdärmen leben und Entamoeba ähnlich sehen, auch wenn dies teilweise auf Konvergenz zurückzuführen sein mag.
Weiter gehören zu den Archamoebae auch die freilebenden Amöboflagellaten (begeißelte Amöben) der Gattung Mastigamoeba und verwandte Gattungen.
Bestimmte andere Gattungen symbiotischer Amöben, wie Endamoeba, könnten sich als Synonyme von Entamoeba erweisen, doch ist dies noch unklar.
Die Gattung umfasst eine ganze Reihe von Arten (Spezies).
Entamoeba histolytica ist der Erreger der invasiven Amöbiasis (einschließlich Amöbenruhr und Amöbenleberabszess).
Andere wie Entamoeba coli (nicht zu verwechseln mit dem Colibakterium Escherichia coli) und Entamoeba dispar sind harmlos.
Mit Ausnahme von Entamoeba gingivalis, die im Mund lebt, und Entamoeba moshkovskii, die häufig aus Fluss- und Seesedimenten isoliert wird, sind alle Entamoeba-Arten im Darm der Wirtstiere zu finden.
Entamoeba invadens ist eine Art, die bei Reptilien eine ähnliche Krankheit wie E. histolytica verursachen kann.
Im Gegensatz zu anderen Arten bildet E. invadens in vitro in Abwesenheit von Bakterien Zysten und wird als Modellsystem zur Untersuchung dieses Aspekts des Lebenszyklus verwendet.
Viele weitere Entamoeba-Arten sind bis heute beschrieben worden, und es ist wahrscheinlich, dass noch viele weitere Arten zu finden sind.
Der hier angegebenen Artenliste liegen folgende Quellen zugrunde (Stand 5. April 2022):
- G – Global Biodiversity Information Facility (GBIF)[6]
- J – National Institute for Environmental Studies (NIES), Japan[7]
- N – National Center for Biotechnology Information (NCBI) Taxonomy Browser,[8] üblicherweise gleich mit Universal Protein Database (UniProt)
- W – World Register of Marine Species (WoRMS)[9]

Gattung: Entamoeba Casagrandi & Barbagallo 1897, mit Synonym Councilmania Kofoid & Swezy 1921. Arten (Spezies):
- E. bangladeshi Royer, Gilchrist, Kabir, Arju, Ralston, Haque, Clark & Petri, 2012 (N)
  - inklusive: Entamoeba sp. CAG-2012 (N)
- E. barreti Taliferro & Holmes, 1924 (G,J)
– im Dickdarm der Schnappschildkröte (Chelydra serpentina) (J)
- E. bovis (Liebetanz, 1905) (G,J,N)
– im Magen von Rindern und Gnus (Streifengnu Connochaetes taurinus) (J)
- E. chattoni (J,N)
- E. chiangraiensis Jinatham, Clark & Gentekaki, 2019 (G,N)

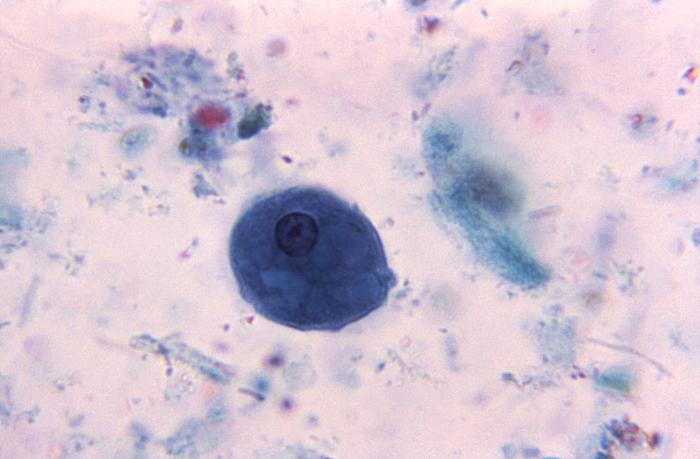
Entamoeba coli, Trophozoit.

- E. coli (Grassi, 1879) (G,J,N) – Typusart
  - früher: Amoeba coli Grassi, 1879 (J); Endamoeba coli (Grassi, 1879) Hickson, 1908 (J); Councilmania lafleuri (Kofoid & Swezy 1921[10]
- E. dispar Brumpt, 1925 (G,J,N)
- E. ecuadoriensis (N)
- E. equi (J,N)
– in den Fäkalien von Pferden (J)

- E. gingivalis (Gros, 1849) Brumpt, 1913 (G,N)

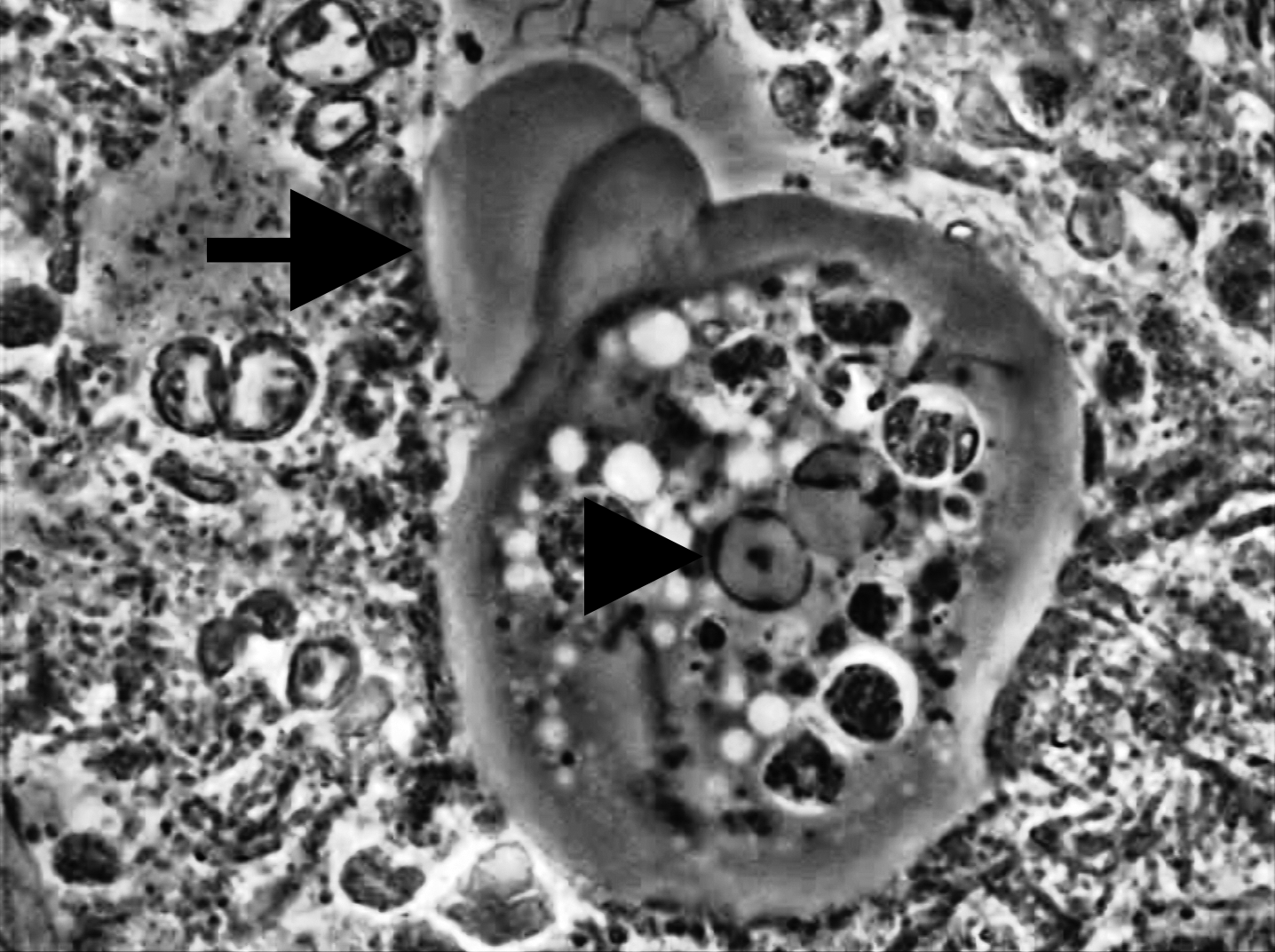
E. gingivalis (Phasenkontrastaufnahme).

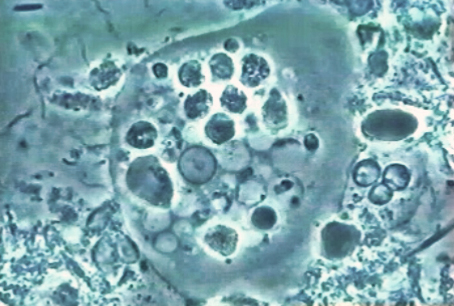
E. gingivalis.

  - synonym: Entamoeba buccalis Prowazek, 1904 (J)
  - früher: Amoeba buccalis Steinberg, 1862 (J); Amoeba gingivalis Gros, 1849 (J); Endamoeba gingivalis (Gros, 1849) Smith & Barrett, 1915 (J)
  - inklusive: Entamoeba sp. GG-2017a (N)

– in kariösen Zähnen, in Zahnstein und Ablagerungen um die Zahnwurzeln, sowie in Abszessen des Zahnfleisches und der Mandeln (J)

- E. hartmanni Prowazek, 1912 (G,N),

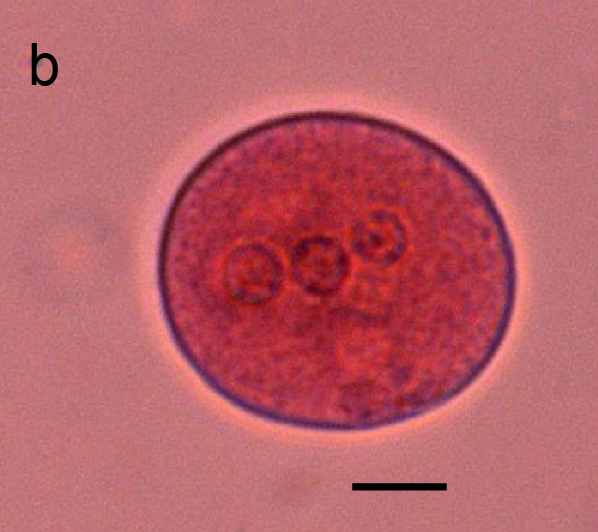
E. hartmanni, Zyste. Balken 5 μm.

  - mit Schreibvariante: Entamoeba hartmanii (N)

- E. histolytica Schaudinn, 1903 (G,J,N)

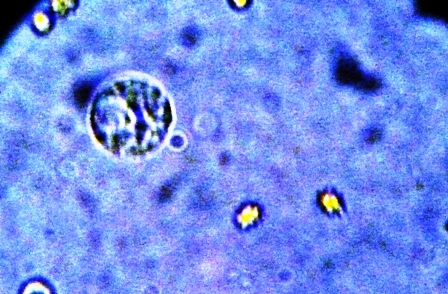
E. histolytica und rote Blutkörperchen (Erythrozyten).

  - synonym: Entamoeba tetragena Hartmann, 1908 (J)
  - früher: Amoeba coli Losch, 1875 (J); Amoeba dysenteriae Councilman & Lafleur, 1891 (J); Endamoeba dysenteriae Kofoid, 1920 (J); Endamoeba histolytica (Schaudium, 1903) Hickson, 1909 (J); Endamoeba dispar Brumpt, 1925 (J); Endamoeba dysenteriae (Councilman & Lafleur, 1891) Craig, 1905 (J)
- E. insolita (N)
- E. invadens Geiman & Ratcliffe, 1936 (J) bzw. Rodhaim, 1934 (G,J,N)
– ernähren sich von Leukozyten, Leberzellen, Epithelzelltrümmern und Bakterien (J)
- E. marina (N)
  - inklusive: Entamoeba sp. SRT209 (N)
- E. moshkovskii Calaja, 1941 (N) bzw. Tshalaia, 1941 (G,J)
  - mit Schreibvariante: Entamoeba moskovskii (N)

– scheint frei im Abwasser zu leben (J)
- E. muris Grassi (J,N)
– im Blinddarm (Caecum) von Ratten und Mäusen
- E. nuttalli Castellani, 1908 (N)
  - mit Schreibvariante: Entamoeba nuttali Castellani 1908 (N)
  - inklusive: Entamoeba sp. P19-061405 (N)
- E. polecki Prowazek (G,J,N)
– im Dickdarm von Schweinen (J)
- E. ranarum (Grassi) (J,N)
– im Dickdarm von verschiedener Froscharten (J)
- E. struthionis (N)
- E. suis (N)
- E. terrapinae Sanders & Cleveland, 1930 (G,J,N)
– im Dickdarm der Rotwangen-Schmuckschildkröte (Chrysemys elegans alias Trachemys scripta elegans) (J)
- etliche nicht klassifizierte Kandidatenspezies mit vorläufigen Bezeichnungen[11]

Auswahl: Bei NIES geführte Arten sind hier nur angegeben, wenn sie anderweitig bestätigt sind.
Verschiebungen:

Den obigen Quellen zufolge gibt folgende Neuzuordnungen in die Gattungen Iodamoeba und Endolimax:
- Entamoeba bütschlii (G) mit Schreibvariante Entamoeba butschlii Prowazek, 1912 (J) ⇒ Iodamoeba buetschlii (Prowazek, 1912) Dobell, 1919 (G,J)
- Entamoeba nana Wenyon & O’Conner, 1917 (J) ⇒ Endolimax nana (Wenyon & O’Conner, 1917) Burg, 1918 (J)
- Entamoeba williamsi Prowazek, 1911 (J) ⇒ Iodamoeba buetschlii (Prowazek, 1911) Dobell, 1919 (J)

## Aufbau

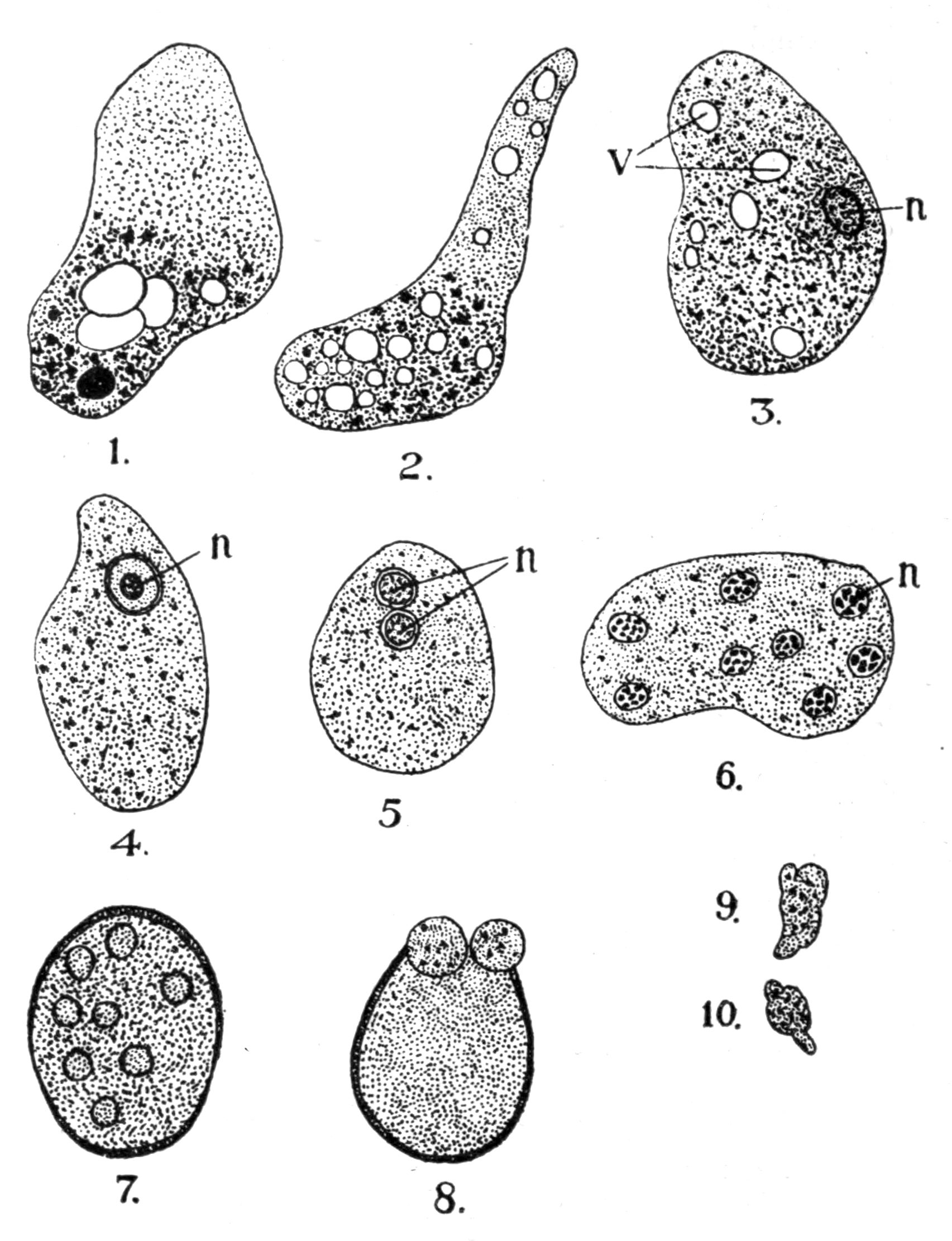
Entamoeba coli, Lebensstadien.

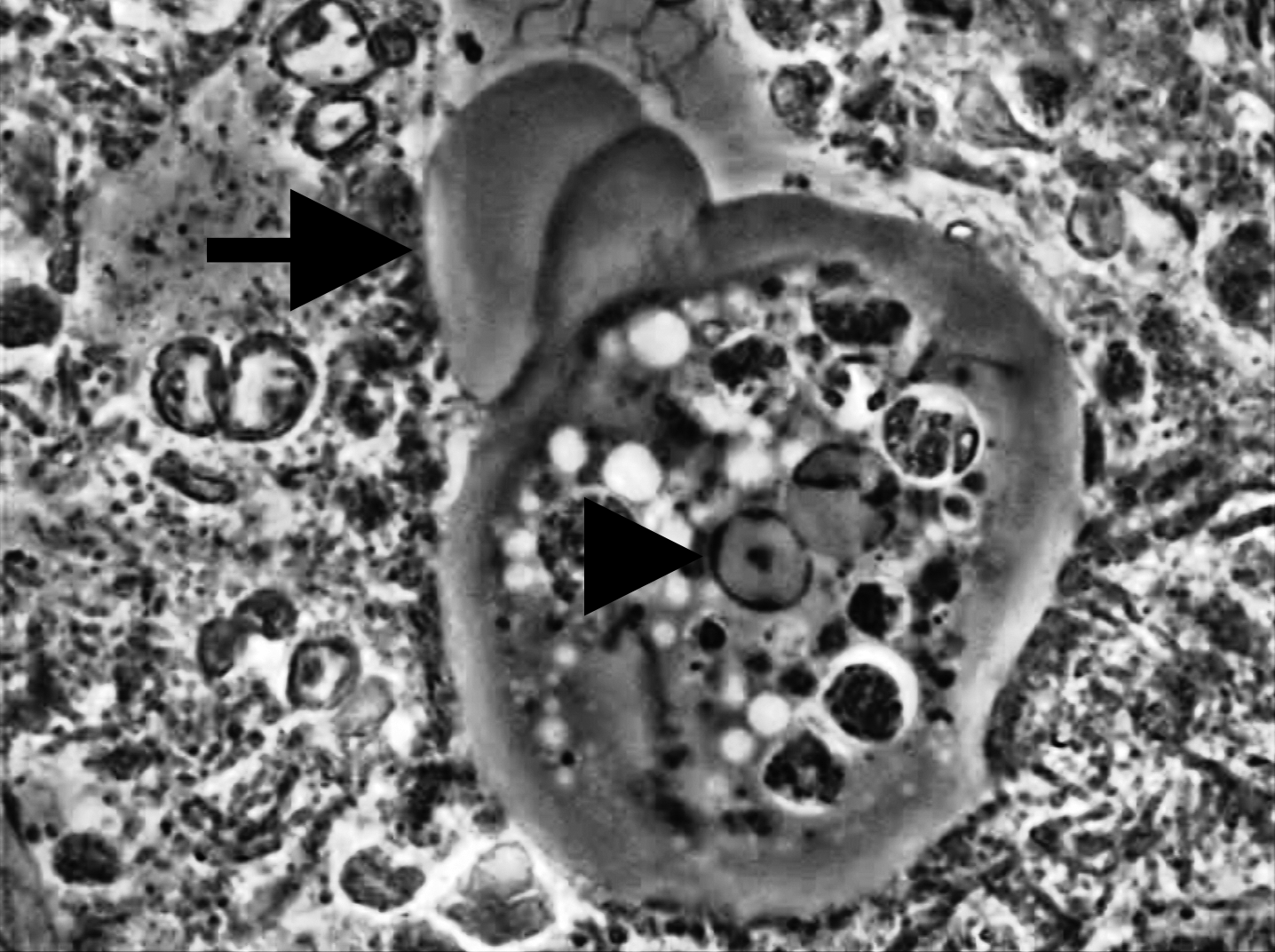
E. gingivali

Die Entamoeba-Zellen sind klein, sie haben einen einzigen Zellkern und typischerweise ein einzelnes lappiges Pseudopodium (Scheinfüßchen), das die Form einer deutlichen vorderen Ausbuchtung hat. Sie haben einen einfachen Lebenszyklus. Der Trophozoit (die sich teilende Form) hat einen Durchmesser von etwa 10-20 μm und ernährt sich hauptsächlich von Bakterien.
Er teilt sich durch einfache binäre Spaltung und bildet zwei kleinere Tochterzellen.
Fast alle Arten bilden Zysten, ein Stadium, in dem die Übertragung möglich ist (mit Ausnahme bei E. gingivalis).
Die Zysten können je nach Art einen, vier oder acht Zellkerne besitzen und unterschiedlich groß sein; diese Merkmale helfen bei der Artbestimmung.

## Zystenbildung und Meiose

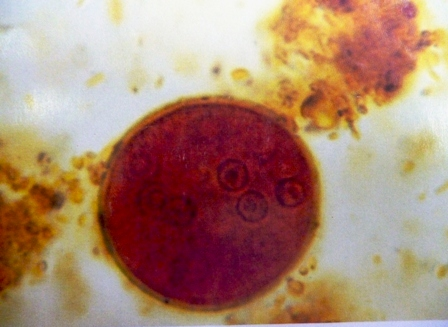
Entamoeba coli, Zyste.

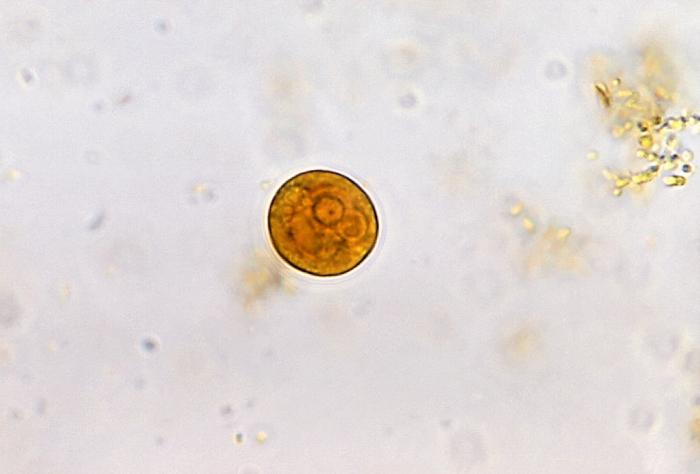
E. histolytica, Zyste.

Unbefruchtete Trophozoiten verwandeln sich in Zysten in einem Enzystation (Zystenbildung) genannten Prozess.
Die Anzahl der Zellkerne in der Zyste variiert von Art zu Art zwischen 1 und 8 und ist eines der Merkmale, die zur Unterscheidung der Arten dienen können.
Entamoeba coli bildet beispielsweise Zysten mit 8 Kernen, E. invadens bildet mit üblicherweise 4, seltener 1–3 Kernen, andere Arten bilden in der Regel Zysten mit vier Kernen.
Da E. histolytica in vitro in Abwesenheit von Bakterien keine Zysten bildet, ist es nicht möglich, die Zystenbildung bei dieser Art in Reinkultur im Detail zu untersuchen.
Stattdessen wurde die Zystenbildung an dem Reptilienparasiten E. invadens untersucht, der eine sehr ähnliche Krankheit wie E. histolytica verursacht und in vitro zur Zystenbildung angeregt werden kann.
Bis ca. 2011 gab es keinen genetischen Transfektionsvektor für diesen Organismus, so dass eine detaillierte Untersuchung auf zellulärer Ebene nicht möglich war. Seitdem wurde jedoch ein Transfektionsvektor entwickelt und die Transfektionsbedingungen für E. invadens optimiert, was die Forschungsmöglichkeiten auf molekularer Ebene der Enzystation verbessert hat.
Bei sich sexuell fortpflanzenden Eukaryoten findet die homologe Rekombination (HR) normalerweise während der Meiose statt. Die meiose-spezifische Rekombinase Dmc1 ist für eine effiziente meiotische HR erforderlich. Dmc1 wird nachweislich in E. histolytica exprimiert.
Die gereinigte Dmc1 aus E. histolytica bildet vor der Synapsis Filamente und katalysiert die ATP-abhängige homologe DNA-Paarung und DNA-Strangaustausch (Crossing-over) über mindestens mehrere tausend Basenpaare. Die DNA-Paarungs- und Strangaustauschreaktionen werden durch den eukaryotischen Meiose-spezifischen Rekombinations-Accessory-Faktor Hop2-Mnd1 (ein Heterodimer) verstärkt.
Diese Prozesse sind von zentraler Bedeutung für die meiotische Rekombination, was darauf hindeutet, dass E. histolytica tatsächlich eine Meiose durchläuft.
Studien an E. invadens ergaben, dass während der Umwandlung vom tetraploiden, ungeschlechtlichen Trophozoiten zur vierkernigen Zyste die homologe Rekombination verstärkt wird.
Die Expression von Genen mit Funktionen, die mit den wichtigsten Schritten der meiotischen Rekombination zusammenhängen, nahm während der Zystenbildung ebenfalls zu.
Diese Ergebnisse bei E. invadens in Verbindung mit den Erkenntnissen aus Studien an E. histolytica deuten auf das grundsätzliche Vorkommen der Meiose bei Entamoeba hin.